# ピアノ協奏曲 (スクリャービン)
ピアノ協奏曲嬰ヘ短調 作品20は、アレクサンドル・スクリャービンが1896年から1897年にかけて作曲したピアノ協奏曲。スクリャービンによるピアノと管弦楽のための作品は、このほかに『プロメテウス―火の詩』しかない。演奏時間は約26分。

## 概要
この協奏曲は初期作品の一つであり、抒情的な表現においてショパンの影響が明確に表れている。一方で、リズム語法や調性の選択、左手の超絶技巧、簡潔で緊密な楽曲構成、翳りと愁いを含んだ物憂い表情など、ショパンとは異なる独自の発想も明らかにされている。
スクリャービンの助言者であったリムスキー＝コルサコフは、この作品の管弦楽法のバランスに難色を示し、手ずから改訂しようと申し出たがスクリャービンはこれを拒否、自力で部分的に修正を加えるにとどめた。
スクリャービンはヨーロッパから帰国した後の1910年に開いた演奏会で、本曲を11回取り上げている。
スクリャービンが独自の音楽語法を獲得する前の初期の作品であり、オーケストレーションの弱さ、ピアノパートの超絶技巧などから演奏の機会は多くない。

### 楽器編成
独奏ピアノ、フルート2、オーボエ2、クラリネットA管2、ファゴット2、ホルン4、トランペット2、トロンボーン3、ティンパニ、弦楽五部。

## 楽曲構成
第1楽章　Allegro 3/4拍子　嬰ヘ短調
序奏つきソナタ形式。伝統的な協奏的ソナタ形式によらず、オーケストラの短い導入部を経てすぐピアノが登場する。
抒情的で情熱的な第1主題と、マズルカ風の第2主題からなる。オーケストラはオクターブのユニゾンなどの薄い書法が中心であり、ピアノに寄り添うように展開する。コーダでクライマックスとなり、悲劇的に終結する。
第2楽章　Andante 4/4拍子　嬰ヘ長調
スクリャービンが生前に発表した唯一の変奏曲（他には1887年作曲の『エゴロワ変奏曲』が死後に遺作として出版されている）。変位記号の多い調号の選択は、初期から中期まで続いたスクリャービンの音楽的趣味の一つである。単純な三部形式による主題は12歳ごろにさかのぼると言われ、その性格は素朴で甘美である。それに続く4つの変奏は、ブラームスやセルゲイ・ラフマニノフが好んだ性格変奏（主題が原形をとどめないほど変化を加えられるもの）ではなく、むしろ古典的な装飾変奏によっている。事実上の第5変奏に当たるコーダで静かに締めくくられる。
第3楽章　Allegro moderato 3/4拍子　嬰ヘ短調～嬰ヘ長調
ロンドソナタ形式。ポロネーズ風の勇壮な第1主題と、抒情的で歌謡的な第2主題によっている。ピアノパートは複雑なアルペジオやポリリズムが多く用いられる。コーダで嬰ヘ長調に転じて華々しいクライマックスが形成され、締めくくられる。

## 録音
オールソン、アシュケナージ、ウゴルスキ、シチェルバコフ、ペーテル・ヤブロンスキ等が録音を残している。